# あなたのために (松山千春の曲)
「あなたのために」は、松山千春が1996年10月19日にリリースした40枚目のシングルである。

## 解説
表題曲「あなたのために」は、コロナ『床暖パルスシリーズ』のCMソングとして使用された。

## 収録曲
| 全作詞・作曲: 松山千春。 |                                          |           |            |          |      |
| #                        | タイトル                                 | 作詞      | 作曲・編曲 | 編曲     | 時間 |
| 1.                       | 「あなたのために」                       | 松山千春  | 松山千春   | 飛澤宏元 | 4:49 |
| 2.                       | 「10月・雨」                             | 松山千春  | 松山千春   | 夏目一朗 | 4:17 |
| 3.                       | 「あなたのために」(オリジナル・カラオケ) | 松山千春  | 松山千春   |          | 4:49 |
| 合計時間:                | 合計時間:                                | 合計時間: | 13:55      |          |      |